# Variraptor
Variraptor ('lladre de Varus') és un gènere representat per una única espècie de dinosaure teròpode dromeosàurid, que va viure en el Cretaci superior (fa aproximadament 77 i 69 milions d'anys, en el Campanià i el Maastrichtià), al territori que avui és França.

## Història
Les restes fòssils del Variraptor foren descoberts pels paleontòlegs aficionats Patrick i Annie Mechin, i anunciat per Jean Li Loueff, del Centre Nacional d'Investigació Científica (CNRS) de França.
El fòssil inclou un húmer dret amb una cresta deltopectoral més desenvolupada que en qualsevol altre teròpode conegut, la qual cosa indica una funció raptora forta per a l'avantbraç. Els altres ossos oposats inclouen un fèmur i vèrtebres vàries.